# Chris Smith (baloncestista de 1987)
Chris Smith (Millstone, Nueva Jersey, 13 de octubre de 1987) es un jugador de baloncesto estadounidense que se encuentra sin equipo. Con 1,88 metros de altura, juega en la posición de base. Es hermano menor del también baloncestista profesional J.R. Smith (n. 1985).

## Trayectoria deportiva

### Universidad
Jugó dos temporadas con los Jaspers del Manhattan College, en las que promedió 11,9 puntos, 4,8 rebotes y 1,2 asistencias por partido, tras las cuales fue transferido a los Cardinals de la Universidad de Louisville, donde disputó otras dos temporadas más, en las que promedió 9,5 puntos y 4,1 rebotes.

### Profesional
Tras no ser elegido en el Draft de la NBA de 2012, se unió a los New York Knicks para disputar las Ligas de Verano, equipo con el que llegó a firmar contrato en el mes de agosto. Pero durante la pretemporada, una grave lesión en la rodilla hizo que el club dejara de contar con él.
Al año siguiente volvió a firmar con los Knicks, pero fue asignado a los Erie BayHawks de la NBA D-League. Lo volvió a llamar en el mes de diciembre, pero apenas jugó un minuto en dos partidos.
En febrero de 2015 fichó por el KB Peja de la liga de Kosovo, pero un mes después es despedido.
En febrero de 2016 fichó por los Saint John Mill Rats de la liga canadiense hasta final de temporada.
El 6 de octubre de 2016, firma con el club israelí Hapoel Galil Elyon de la Liga Leumit, pero fue cortado el 13 de octubre, tras solo un encuentro.
El 15 de diciembre de 2017, firma tres años de contrato con el Ironi Nahariya de Israel. Pero el 18 de enero de 2018, se desvincula del club tras aparecer solo en dos partidos. Al día siguiente, firma por el Maccabi Kiryat Motzkin para el resto de la temporada. Aunque el 5 de febrero es cortado tras un encuentro.
El 23 de diciembre de 2019 firma por el Hapoel Jerusalem B.C..
El 21 de diciembre de 2020, el base regresa al Hapoel Jerusalem B.C. de la Ligat Winner, tras haber jugado la temporada anterior 6 partidos antes del parón de la competición por la pandemia covid 19.
En la temporada 2021-22, firma por el Maccabi Haifa B.C. de la Ligat Winner.

## Estadísticas de su carrera en la NBA

### Temporada regular
| Año     | Equipo   | PJ | PT | MPP | %TC | %3P | %TL | RPP | APP | ROB | TPP | PPP |
| ------- | -------- | -- | -- | --- | --- | --- | --- | --- | --- | --- | --- | --- |
| 2013-14 | New York | 2  | 0  | 1.0 | —   | —   | —   | .0  | .0  | .0  | .0  | .0  |